# Tribalister striatellus
Tribalister striatellus är en skalbaggsart som beskrevs av Henry Clinton Fall 1917. Tribalister striatellus ingår i släktet Tribalister och familjen stumpbaggar. Inga underarter finns listade i Catalogue of Life.